# Christian Obi
Christian Obi (Nigeria, 2 de enero de 1967-Okigwe, 23 de agosto de 2024) fue un futbolista y entrenador de fútbol nigeriano que jugó en la posición de guardameta.

## Carrera

### Club
Jugó toda su carrera con el Julius Berger FC de 1985 a 1992, equipo con el que fue campeón nacional en 1991.

### Selección nacional
Jugó para Nigeria en cuatro ocasiones de 1987 a 1989, incluyendo dos partidos en los Juegos Olímpicos de Seúl 1988 y uno por la clasificación de CAF para la Copa Mundial de Fútbol de 1990. También jugó en la Copa Mundial de Fútbol Juvenil de 1985 y en la Copa Mundial de fútbol sala de la FIFA 1992.

### Entrenador
Dirigió al Heartland FC de 2022 a 2023.

## Muerte
Obi murió en un accidente de tráfico en la ciudad de Okigwe el 23 de agosto de 2024 a los 57 años.

## Logros
- Liga Premier de Nigeria (1): 1991